# Sulgenius
Sulgenius est un roi légendaire de la Bretagne insulaire. 
Selon la chronologie interne de l'Historia regum Britanniae de Geoffroy de Monmouth,  Sulgenius devrait avoir régné vers 200 et pris le pouvoir à la suite de la mort sans héritier du  roi Lucius de Bretagne. Cette chronologie coïncide assez bien avec la révolte du gouverneur de Bretagne Clodius Albinus et  Sulgenius, peut-être un Breton de haut-rang  qui aurait servi sous ses ordres. Son nom n'est toutefois mentionné par aucune autre source et sa défaite suivie de sa  mort lors d'un combat contre Septime Sévère  à York en 211  suggère également que Sulgenius peut alors avoir été un chef Picte qui serait dans ce cas un contemporain du roi Usconbuts qui règne 30 ans entre Dectotric et Caruorst  »

## Source
- (en) Peter Bartrum, A Welsh classical dictionary: people in history and legend up to about A.D. 1000, Aberystwyth, National Library of Wales, 1993 (ISBN 9780907158738), p. 676 SULIEN (1). (Fictitious).